# Jean Vidal
Jean Vidal (* 7. März 1789 in Sorèze; † 14. Juni 1867) war ein französischer Violinist und Dirigent.

## Leben und Wirken
Jean Vidal studierte ab 1805 am Pariser Konservatorium Violine bei Rodolphe Kreutzer, außerdem hatte er Kompositionsunterricht bei François-Joseph Gossec. 1808 erhielt er den ersten Preis im Fach Violine, im Folgejahr für die Kantate Agar dans le désert den deuxième Second Grand Prix de Rome.
Ab 1816 war er Violinist beim Orchester der Pariser Oper. 1828 gehörte er zu den Gründungsmitgliedern der von Sosthène de la Rochefoucauld initiierten und von François-Antoine Habeneck geleiteten Société des concerts du Conservatoire, deren Konzerte sich schnell internationalen Ruf erwarben. Ab 1831 leitete er außerdem das Théâtre-Italien. 1836 wurde er Orchesterleiter des Athénée musical und Erster Kammerviolinist von König Louis-Philippe.
Zwischen 1814 und 1840 nahm Vidal an den von Pierre Baillot organisierten kammermusikalischen Konzerten teil. In mehr als 140 Konzerten wurden Werke von Luigi Boccherini, Wolfgang Amadeus Mozart, Ludwig van Beethoven, George Onslow, Giovanni Battista Viotti sowie Baillots eigene Kompositionen aufgeführt.

## Quelle
- François-Joseph Fétis: Biographie universelle des musiciens et bibliographie générale de la musique

| Personendaten    | Personendaten                        |
| ---------------- | ------------------------------------ |
| NAME             | Vidal, Jean                          |
| KURZBESCHREIBUNG | französischer Violinist und Dirigent |
| GEBURTSDATUM     | 7. März 1789                         |
| GEBURTSORT       | Sorèze, im Département Tarn          |
| STERBEDATUM      | 14. Juni 1867                        |